# Golden Globe Award

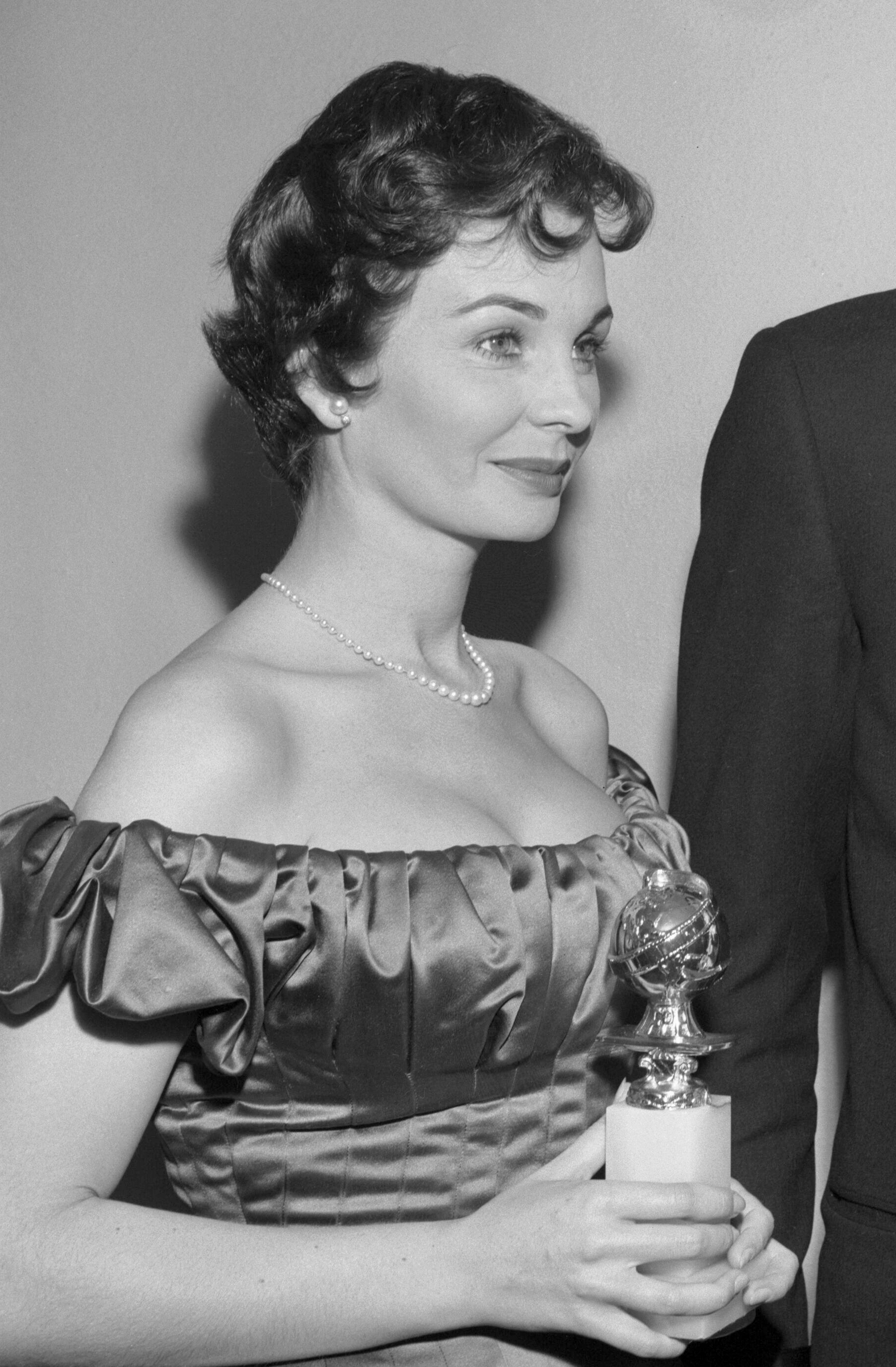
Preisträgerin Jean Simmons mit ihrem Golden Globe als Beste Hauptdarstellerin – Komödie oder Musical im Film Schwere Jungs – leichte Mädchen (1956).

Die Golden Globe Awards sind jährlich vergebene renommierte Auszeichnungen für Kinofilme und Fernsehsendungen.

## Geschichte
Die Preisverleihung wurde ab 1944 von der Hollywood Foreign Press Association (HFPA) organisiert. Über die Vergabe bestimmt eine Gruppe von stets etwa 100 internationalen Journalisten, die in Hollywood arbeiten. In den Anfangsjahren wurden ausschließlich Leinwandproduktionen bewertet, doch angesichts der wachsenden Popularität des Fernsehens entschloss man sich 1956, das neuere Medium ebenfalls zu berücksichtigen. In diesen zwei Bereichen der US-amerikanischen Unterhaltungsindustrie gelten die Golden Globes nach den Academy Awards (den Oscars) bzw. den Emmys als jeweils zweitbedeutendste Auszeichnung.
Die Verleihungszeremonie erfolgt im Rahmen eines Gala-Dinners, zu dem geladen ist, wer in Hollywood Rang und Namen hat. Da die Abstimmungen für die Oscars oft nur wenige Tage danach beginnen,
hoffen viele Beteiligte, durch ein erfolgreiches Abschneiden bei den Golden Globes in der Gunst der Academy-Mitglieder zu steigen.
Meryl Streep wurde 32 Mal nominiert und hält damit den Rekord, gefolgt vom Komponisten John Williams mit 26 Nominierungen. Jack Lemmon war mit 22 Mal am häufigsten als männlicher Schauspieler nominiert.
Im Juni 2023 wurde die Auflösung des Verbands der Hollywood-Auslandspresse (HFPA) bekannt gegeben. Die private Investmentgesellschaft Eldridge Industries von Todd Boehly erwarb zusammen mit der Dick Clark Productions die Rechte an den Golden Globe Awards. Im Zuge dieser Übernahme wurde die gemeinnützige Golden Globe Foundation gegründet, die die philanthropischen Initiativen der aufgelösten HFPA fortführt und künftig die Ausrichtung der Golden Globe Verleihung übernimmt.
Die letzte Verleihung fand am 5. Januar 2025 statt.

## Aktuelle Kategorien
Die Golden Globes werden in den beiden Sparten Film und Fernsehen vergeben. Die darin aufgehenden unterschiedlichen Kategorien werden zum Teil nochmals in „Drama“ und „Komödie oder Musical“ unterteilt:

### Film
| Kategorie                                      | Originalbezeichnung                                                     | verliehen seit |
| ---------------------------------------------- | ----------------------------------------------------------------------- | -------------- |
| Bester Film – Drama                            | Best Motion Picture – Drama                                             | 1944           |
| Bester Film – Komödie oder Musical             | Best Motion Picture – Musical or Comedy                                 | 1952           |
| Beste Regie                                    | Best Director – Motion Picture                                          | 1944           |
| Bester Hauptdarsteller – Drama                 | Best Performance by an Actor in a Motion Picture – Drama                | 1944           |
| Beste Hauptdarstellerin – Drama                | Best Performance by an Actress in a Motion Picture – Drama              | 1944           |
| Bester Hauptdarsteller – Komödie oder Musical  | Best Performance by an Actor in a Motion Picture – Musical or Comedy    | 1951           |
| Beste Hauptdarstellerin – Komödie oder Musical | Best Performance by an Actress in a Motion Picture – Musical or Comedy  | 1951           |
| Bester Nebendarsteller                         | Best Performance by an Actor in a Supporting Role in a Motion Picture   | 1944           |
| Beste Nebendarstellerin                        | Best Performance by an Actress in a Supporting Role in a Motion Picture | 1944           |
| Bestes Filmdrehbuch                            | Best Screenplay – Motion Picture                                        | 1948           |
| Beste Filmmusik                                | Best Original Score – Motion Picture                                    | 1948           |
| Bester Filmsong                                | Best Original Song – Motion Picture                                     | 1962           |
| Bester fremdsprachiger Film                    | Best Foreign Language Film                                              | 1950           |
| Bester Animationsfilm                          | Best Animated Film                                                      | 2007           |
| Cinematic and Box Office Achievement           | Cinematic and Box Office Achievement                                    | 2024           |
| Lebenswerk                                     | Cecil B. deMille Award                                                  | 1952           |

### Fernsehen
| Kategorie                                                | Originalbezeichnung                                                                                                | verliehen seit |
| -------------------------------------------------------- | --- | -------------- |
| Beste Serie – Drama                                      | Best Television Series – Drama                                                                                     | 1970           |
| Beste Serie – Komödie oder Musical                       | Best Television Series – Musical Or Comedy                                                                         | 1970           |
| Bester Serien-Hauptdarsteller – Drama                    | Best Performance by an Actor In A Television Series – Drama                                                        | 1968           |
| Beste Serien-Hauptdarstellerin – Drama                   | Best Performance by an Actress In A Television Series – Drama                                                      | 1979           |
| Bester Serien-Hauptdarsteller – Komödie oder Musical     | Best Performance by an Actor In A Television Series – Musical Or Comedy                                            | 1971           |
| Beste Serien-Hauptdarstellerin – Komödie oder Musical    | Best Performance by an Actress In A Television Series – Musical Or Comedy                                          | 1980           |
| Beste Mini-Serie oder TV-Film                            | Best Mini-Series Or Motion Picture Made for Television                                                             | 1972           |
| Bester Hauptdarsteller – Mini-Serie oder TV-Film         | Best Performance by an Actor in a Mini-Series or Motion Picture Made for Television                                | 1982           |
| Beste Hauptdarstellerin – Mini-Serie oder TV-Film        | Best Performance by an Actress in a Mini-Series or Motion Picture Made for Television                              | 1982           |
| Bester Nebendarsteller – Serie, Mini-Serie oder TV-Film  | Best Performance by an Actor in a Supporting Role in a Series, Mini-Series or Motion Picture Made for Television   | 1971           |
| Beste Nebendarstellerin – Serie, Mini-Serie oder TV-Film | Best Performance by an Actress in a Supporting Role in a Series, Mini-Series or Motion Picture Made for Television | 1971           |
| Lebenswerk                                               | Carol Burnett Award                                                                                                | 2019           |

## Ehemalige Kategorien
Eine Auswahl der Kategorien, die inzwischen nicht mehr zum Programm der Golden Globe Awards gehören:
| Kategorie                                         | Originalbezeichnung                                                             | Verleihungszeitraum |
| ------------------------------------------------- | ------------------------------------------------------------------------------- | ------------------- |
| Bester Nachwuchsdarsteller                        | New Star Of The Year – Actor                                                    | 1948–1983           |
| Beste Nachwuchsdarstellerin                       | New Star Of The Year – Actress                                                  | 1948–1983           |
| Beste Kamera                                      | Best Cinematography / Cinematography – Black And White / Cinematography – Color | 1948–1963           |
| Beste jugendliche Darstellung                     | Juvenile Performance                                                            | 1948–1959           |
| Henrietta Award (Weltweit beliebteste Darsteller) | Henrietta Award                                                                 | 1951–1980           |
| Bester Dokumentarfilm                             | Best Documentary                                                                | 1954–1977           |
| Bester ausländischer englischsprachiger Film      | Best English-Language Foreign Film                                              | 1957–1973           |